# Sunset Strip (film)
Sunset Strip è un film del 2000 diretto da Adam Collis.

## Trama
Sunset Strip, Los Angeles, 1972. Le vite di sei giovani dalle belle speranze si incrociano sulla scena musicale degli anni settanta, in attesa delle ventiquattro ore che cambieranno per sempre la loro esistenza. Tammy Franklin è una stilista; Zach, un debuttante chitarrista; Glen Walker, un emergente country rocker.

## Produzione
La storia è stata scritta da Randall Jahnson, il quale in precedenza aveva esplorato la scena rock nelle sceneggiature di Dudes - Diciottenni arrabbiati (1987) e The Doors (1991), mentre Jahnson e Russell DeGrazier hanno adattato la storia in sceneggiatura.

## Distribuzione
Il film è uscito nelle sale statunitensi il 18 agosto 2000.